# いただきマッスル!
『いただきマッスル!』は、日本テレビ系列局（四国放送を除く）ほかで放送された中京テレビ製作のバラエティ番組。製作局の中京テレビでは2006年4月15日から2007年9月30日まで放送。

## 概要
吉本興業に所属する5人の肉体派お笑い芸人たちが、日本各地の美味しい料理を求めてロケを敢行するグルメバラエティ。彼らがロケ先でその肉体を活かした力仕事などに挑戦し、その報酬として様々な名物料理を振舞われていた。お笑いやグルメだけでなく、筋肉芸人たちと現地在住者たちとの心温まるふれ合いをクローズアップしていた点もこの番組の大きな特徴である。
ロケには筋肉芸人のメンバー全員が参加する場合と、メンバーの中から1 - 3人が選ばれて参加する場合があった。2006年9月までは何人かでのロケが行われることが多く、ロケに参加しなかったメンバーとともにスタジオでVTRを見ながらコメントをするパートがあったが、同年10月以降はメンバー全員でロケに参加することが多くなり、スタジオパートが無くなった。また、レギュラーメンバーのうち2 - 3人しか参加できない回のロケでは、助っ人としてゲストを呼ぶこともあった。各回のロケの参加メンバーは、個々の特技などを活かせる仕事によって選ばれることが多かった。例えば、大工仕事なら田村亮が選ばれ、看板作りなど絵を描くことが含まれる仕事ならレイザーラモンHGが選ばれるといった具合である。人手が必要な仕事では、スタッフ総出で手伝うことも多かった。
この番組は全編ハイビジョン制作で、地上デジタル放送では16:9比のハイビジョン画質で視聴することができた。ただし、西日本放送では地上デジタル放送でも4:3比の標準画質映像で放送された。

## 出演者

### レギュラー
レギュラー陣は、全て筋肉芸人最終テストの合格者だった。
山口智充（DonDokoDon）
亮およびワッキーと同期の芸人。先輩組かつ最年長であるため、メンバー内ではリーダー的な存在だった。全てにおいて器用で、何でもそつなくこなす。任された仕事は勿論のこと、人・動物・鳥の声・テープレコーダーの撒き戻し音に至るまでの多種多様の物真似を始めとして、歌・ギター・書等、その守備範囲は幅広い。コツを掴むのが異様に早く、初挑戦の仕事でも少し教えてもらっただけですぐにできるようになった。「ほんとにぐっさんは何をさせても…」「すげえなぐっさん」「俺、ぐっさんとこの子供に産まれたかったな」とたびたび手放しで驚嘆されていた。万能で性格もしっかりしている一方で、ザリガニ釣りや芋掘りに我を忘れて興じるボケ気質も見せた（漫才では元々ボケ担当である）。芋掘りの回では「この番組やったら子供連れてきて良いかなあ」と発言。その他「子供の幼稚園の行事でしたことがある」と餅つきを慣れた手つきでこなしたりと、二児の父親らしい姿も見せた。自他共に認める雨男振りはこの番組でも発揮されており、出演回の大半が曇りか雨となっていた。
田村亮（ロンドンブーツ1号2号）
山口およびワッキーと同期の芸人。メンバー内ではサブリーダー的な役割を担当していた。マッチョなメンバーばかりが揃う中で細身であることをツッコまれ、HGの描く絵では亮はいつも腕を細く描かれていた。他にも何かと不運がつきまとう、メンバーきってのイジられ役。土運びでは早々にバテる、鯖漁で鯖が全く釣れない、餅つきで腕を痛める、延期になったロケに一人だけ居残りで挑戦する等、冴えないエピソードは枚挙に暇がない。肉体的にはよく筋肉が足りないなどと言われていたが、精神的には決してヘタレではない。むしろやる気には並々ならぬものがあり、メンバー内で一番生き生きと仕事をしていた。大工仕事が得意で、プロ並みの手際を誇る。子供の飛び込み台を作る回では、たった一人で作業を完遂させた。また、元々海洋生物が好きらしく、漁など海と関係する仕事も得意。別の番組で取得した小型船舶操縦士の免許を生かし、自ら船を操縦して漁に行くこともたびたびあった。メンバー内では一応ツッコミ担当だが、それでもやはり言動の全てが生粋の天然ボケである。
ワッキー（ペナルティ）
山口および亮と同期の芸人。メンバーの中ではムードメーカー的な存在で、「この仕事はマッスル指数高いですね」が口癖だった。メンバーの中で最も高いプロ並みの運動神経を持ち、サッカーを中心に水泳なども得意とする。並外れた運動神経を誇る一方で、精神的にはややヘタレでたびたび仕事中にふざけて遊ぶため、他のメンバーから怒られることがあった。ヘタレキャラの傾向は放送第1回目の牧場のお手伝い回からすでに見られたが、時に黙々と真面目に仕事にのめりこんでしまうメンバーの雰囲気を盛り上げるため、自らふざけ役を買って出ることもあった。この番組が非常に好きらしく、始まった当初から「この番組はすごい、仕事をさせてもらえた上、感謝までされる」と感激。何十年でも続いて欲しいと真剣に願い、「全部の仕事がマッスルになればいいのに…」とまで言っていたらしい。米に関わる仕事になると実家に配達してしまうため、たびたび自宅が公開され、彼の両親も登場していた。
庄司智春（品川庄司）
メンバーの後輩組にして、一応のツッコミ担当。屈託の無い笑顔と爽やかさで、筋肉質の男だらけで暑苦しくなりがちな画面の湿度をかなり下げてくれていた。運動神経はワッキーに次いで高く、特に水泳は得意である。天然気質で、ワッキーに「コンビではツッコミではあるが、ピンでは一切ツッコまない」と評されるが、ボケと天然とハードゲイしかいないメンバー相手に小まめにツッコミを入れていた。お調子者で場の盛り上げも得意とするが、仕事に関しては人一倍真面目。没頭するあまり、トークを忘れて黙々と作業し続けることが往々にしてあった。子供好きらしく、分校改修の回では子供に非常に懐かれていた。この番組に出演していたことによる影響が別番組に出演した際にも見られ、番組の司会者が網を投げるジェスチャーヒント付きで出した「悪人や敵対者を一まとめにして捕えることを四文字熟語で何と言うか?」という問いに対しては「定置網漁」と答え、「楠田枝里子やB'zの稲葉などが持っている共通の資格は?」という問いに対しては「フォークリフト」などと答えていた。
レイザーラモンHG（レイザーラモン）
メンバーの最も後輩にして色モノ担当。トレードマークである黒い革コスチュームではなく、番組独自の制服姿で出演。サングラスと帽子は絶対に外してはならないのだが、大量に汗をかいたためにタオルで素顔を隠しながらサングラスを外すことがあった。サングラスと帽子が邪魔で、時々仕事に支障が出ていた。メンバーからは「いつ外してもいいよ」と言われていたが、なかなか外さなかった。水全般があまり得意ではないらしく、特に船酔いには弱い。一度漁のロケでかなりの船酔いを体験し、泥人形と化していた。それが相当なトラウマになったらしく、船を見ることさえも一時は怖がった。絵が得意で看板作りなどにその画力が活かされることが多かった。風呂絵の絵や海の家の看板、分校の壁画など数々の絵を手がけ「マッスル画伯」と言われていた。一人だけ銀座7丁目劇場出身ではないことを心配していたが、その後は徐々に馴染んできたのか、時々先輩芸人たちに対しても遠慮の無いツッコミやボケをするようになった。

### 途中降板した出演者
途中降板したなかやまは、筋肉芸人最終テストの不合格者だった。
なかやまきんに君
筋肉芸人最終テストで保留となったため、第1回・第2回途中まで参加しただけでの降板を余儀なくされたが、エンディングの体操コーナーで再登場。そして、2006年8月5日放送分（中京テレビでの放送日時）からロケ企画に参加するようになった。その後も準レギュラーという形で不定期参加していたが、アメリカへの留学で日本国内での芸能活動を一旦休止するのに伴い降板した。2006年9月30日放送（中京テレビでの放送日時）の総集編において、他のメンバーに別れの挨拶をした。

### 助っ人マッスル
レギュラー陣の中からロケに参加できるのが2 - 3人の時などメンバー全員での参加ができない場合に、その助っ人としてゲストを呼ぶことがあった。
野村将希
つくば市のクリスマスイベントの手伝いに参加。もみの木を掘り起こす作業では寡黙でまじめな仕事ぶりとともに、多少天然な性格も見せた。タンクトップには「TOBIZARU」と表記。
旭道山和泰
しいたけ農園の手伝いに参加。その怪力も然ることながら、しいたけを使ったちゃんこ鍋にも腕を振るった。仕事の都合により、自身はちゃんこ鍋を食することなく帰って行った。
チャック・ウィルソン
味噌蔵の手伝いに参加。当時還暦だったとは思えないほどに逞しいそのマッスルを力仕事に発揮した。亮とワッキーが小学生と遊んでいる間に一人で仕事を済ませ、夕食をいただく前に帰って行った。
佐藤弘道
築地市場の手伝いで番組初参加。その後も、静岡県でのカニ漁や千葉県・御宿での田植えなどで数回出演している。同い年の山口とともに何事もそつなくこなし、終始爽やかな笑顔を見せていた。タンクトップには「HIROMICHI ONIISAN」と、出演者唯一の二行表記だった。
佐々木健介・北斗晶
桜島での手伝いに参加。佐々木はふざけるワッキーの制裁も務めた。番組初の女性マッスルである北斗は途中から参加し、ブリ大根を振舞った。夫婦でその怪力とお惚気ぶりを披露した。
原口あきまさ
然別湖氷の村作りの手伝いに参加。タンクトップの表記は「SANMA」。極寒の中にいても、その得意の物真似3連発で場を和ませた。最後には「今日は（ふざけて）スミマセン」と素に戻っていた。
ボビー・オロゴン
幻の食材・岩茸採りの手伝いに参加。過酷な山道と生息ポイントの断崖絶壁に尻ごみしていたが、恐怖を乗り越え仕事をこなした。岩茸の味に文句を言いながら、最も盛んに食べていたのはボビーである。
ケイン・コスギ
横浜中華街の手伝いに参加。北京ダックの仕込みで驚異的な肺活量を見せるなど、物静かだが堅実な仕事ぶり。亮と共に中国獅子舞にもチャレンジした。お礼には好物の春巻きが振舞われる。
城咲仁

### 天の声（ナレーター）
神谷明
『キン肉マン』のキン肉マンや『北斗の拳』のケンシロウ役を演じた声優。番組内では、往年のキン肉マンやケンシロウの雰囲気を感じさせるナレーションを行っていた。時々、メンバーのノリにキン肉マンの声で調子を合わせることもある。なお、初回では神谷が天の声を担当し、同じく声優の島田敏がナレーションを担当していた。

## テーマソング

### エンディングテーマ
- ひこうき雲（CHiYO、2006年4月）
- Alright! （鈴木亜美、2006年5月）
- Starting Over （DEEN、2006年6月）
- Summer Madness （Lead、2006年7月）
- てぃんさぐの花 Forever I Love You （JQ&WENDY、2006年8月）
- ときめきダンシン（シザー・シスターズ、2006年9月）
- Only One （リュ・シウォン、2006年10月）
- Possession （JYONGRI、2006年11月 - 同年12月）
- サライの風（MAY、2007年1月）
- Hey! （ユーフォーリア、2007年2月）
- 指先（GRAPEVINE、2007年3月）
- エクレア（アルメリア、2007年4月）
- 内秘心書（ONE OK ROCK、2007年5月）
- WHITE PRAYER （アリス九號.、2007年6月）
- 海（Lead、2007年7月）
- キラメキアワー（Every Little Thing、2007年8月）
- LOVE LETTER （BoA、2007年9月）

### 挿入歌
- 地球は僕らのエネルギー（作詞・作曲 山口智充） - 筋肉芸人のメンバー5人で歌っている。この曲の音源は、ほとんどのネット局で放送が終了した2008年現在でも未発表である。2015年にテレビ東京で放送されたドラマ『保育探偵25時〜花咲慎一郎は眠れない!!〜』の第2話にも使用された[2]。

## 備考
- 出演者たちのコスチューム衣裳のデザインを担当したのはごあきうえである。
- 出演者たちのキャラクターデザインを担当したのは漫画家の原哲夫 / NSPである。その原哲夫の依頼で、庄司とHGが『北斗の拳』の映画のポスターに描くポーズのモデルを務めた。また、その映画の中にHGがわずかに出演している。
- 2007年1月4日の16:50 - 17:50に、60分特番『超いただきマッスル!』が日本テレビ系全国ネットで放送された。また、同特番はレギュラー放送終了後の2008年6月15日にも同系列局にて放送された。

## スタッフ

### 番組終了時のスタッフ
- 構成 - たちばなひとなり、北本かつら / 松本真一、塩野智章、大塚博信
- リサーチ - 横山成彦（スコープ）
- オープニング協力 - ノース・スターズ・ピクチャーズ
- 衣裳デザイン - ごあきうえ
- CG - OMNIBUS JAPAN
- ディレクター - 板谷学・簔羽慶・村地賢（CTV）、高橋敬治（オフィスぼくら）、吉田祥子・牛久英雄（BACK-UP）
- チーフディレクター - 津留正宏（CTV）
- 演出 - 堤本幸男（BACK-UP）、西森尚展
- プロデューサー - 安部田公彦（CTV）、竹本夏絵（吉本興業）、熊坂朋美（BACK-UP）
- 音楽協力 - 日本テレビ音楽
- 技術協力 - スウィッシュ・ジャパン、麻布プラザ、KRエンタープライズ
- 美術協力 - フジアール
- スタッフ協力 - BACK-UP MEDIA
- 制作協力 - 吉本興業
- 製作著作 - 中京テレビ

### 途中まで参加していたスタッフ
- プロデューサー - 寺地幸一（CTV）、磯田裕子（BACK-UP）
- 美術プロデューサー - 内藤佳奈子
- 美術協力 - BODYMAKER、LOCOS

## 放送局
放送日時はいずれも日本標準時。この番組は徳島県内および沖縄県内の放送局での放送実績は無いが、徳島県内においては読売テレビを通じて視聴することができた。
| 30分バージョン → 50分バージョン | 30分バージョン → 50分バージョン | 30分バージョン → 50分バージョン | 30分バージョン → 50分バージョン | 30分バージョン → 50分バージョン |
| 放送対象地域                    | 放送局                          | 系列                            | 放送日時 | 備考                            |
| ------------------------------- | ------------------------------- | ------------------------------- | --- | ------------------------------- |
| 中京広域圏                      | 中京テレビ (CTV)                | 日本テレビ系列                  | 土曜 17:25 - 17:55 （2006年4月 - 2006年9月） 日曜 12:35 - 13:25 （2006年10月 - 2007年9月）                                              | 製作局                          |
| 山梨県                          | 山梨放送 (YBS)                  | 日本テレビ系列                  | 土曜 09:30 - 10:00 日曜 12:35 - 13:25                                                                                                   | 同時ネット                      |
| 関東広域圏                      | 日本テレビ (NTV)                | 日本テレビ系列                  | 土曜 17:30 - 18:00 （2006年4月 - 2006年9月） 日曜 12:35 - 13:25 （2006年10月 - 2007年9月）                                              | 同時ネット                      |
| 宮城県                          | ミヤギテレビ (MMT)              | 日本テレビ系列                  | 日曜 12:55 - 13:25 日曜 12:35 - 13:25                                                                                                   | 同時ネット                      |
| 新潟県                          | テレビ新潟 (TeNY)               | 日本テレビ系列                  | 日曜 13:00 - 13:30 日曜 12:35 - 13:25                                                                                                   | 同時ネット                      |
| 岩手県                          | テレビ岩手 (TVI)                | 日本テレビ系列                  | 日曜 16:25 - 16:55 日曜 12:35 - 13:25                                                                                                   | 同時ネット                      |
| 福島県                          | 福島中央テレビ (FCT)            | 日本テレビ系列                  | 火曜（月曜深夜） 0:20 - 0:50 日曜 12:35 - 13:25                                                                                         | 同時ネット                      |
| 福岡県                          | 福岡放送 (FBS)                  | 日本テレビ系列                  | 火曜（月曜深夜） 0:20 - 0:50 日曜 12:35 - 13:25                                                                                         | 同時ネット                      |
| 長崎県                          | 長崎国際テレビ (NIB)            | 日本テレビ系列                  | 金曜 10:55 - 11:25 日曜 12:35 - 13:25                                                                                                   | 同時ネット                      |
| 山口県                          | 山口放送 (KRY)                  | 日本テレビ系列                  | 土曜 10:00 - 10:30 日曜 13:00 - 13:30 土曜 09:25 - 09:55 土曜 09:25 - 10:15                                                             | 遅れネット                      |
| 近畿広域圏                      | 読売テレビ (ytv)                | 日本テレビ系列                  | 月曜（日曜深夜） 0:55 - 1:25 木曜（水曜深夜） 0:59 - 1:54                                                                               | 遅れネット                      |
| 熊本県                          | 熊本県民テレビ (KKT)            | 日本テレビ系列                  | 金曜 09:55 - 10:25 日曜 11:45 - 12:35                                                                                                   | 遅れネット                      |
| 30分バージョン                  |                                 |                                 | |                                 |
| 放送対象地域                    | 放送局                          | 系列                            | 放送日時 | 備考                            |
| 石川県                          | テレビ金沢 (KTK)                | 日本テレビ系列                  | 木曜（水曜深夜） 0:20 - 0:50 水曜（火曜深夜） 0:26 - 0:56                                                                               | 遅れネット                      |
| 青森県                          | 青森放送 (RAB)                  | 日本テレビ系列                  | 水曜 09:55 - 10:25 水曜 09:55 - 10:25                                                                                                   | 遅れネット                      |
| 香川県・岡山県                  | 西日本放送(RNC)                 | 日本テレビ系列                  | 木曜（水曜深夜） 0:20 - 0:50 木曜（水曜深夜） 0:26 - 0:56                                                                               | 遅れネット                      |
| 山形県                          | 山形放送 (YBC)                  | 日本テレビ系列                  | 金曜（木曜深夜） 0:20 - 0:50 木曜（水曜深夜） 0:56 - 1:26                                                                               | 遅れネット                      |
| 福井県                          | 福井放送 (FBC)                  | 日本テレビ系列 テレビ朝日系列   | 金曜 10:20 - 10:50 金曜（木曜深夜） 1:21 - 1:51                                                                                         | 遅れネット                      |
| 宮崎県                          | 宮崎放送 (MRT)                  | TBS系列                         | 木曜 14:55 - 15:25 火曜（月曜深夜） 1:25 - 1:55                                                                                         | 遅れネット                      |
| 秋田県                          | 秋田放送 (ABS)                  | 日本テレビ系列                  | 火曜（月曜深夜） 0:20 - 0:50 火曜（月曜深夜） 0:31 - 1:01 金曜 15:57 - 16:30 金曜 15:55 - 16:24                                         | 遅れネット                      |
| 高知県                          | 高知放送 (RKC)                  | 日本テレビ系列                  | 日曜 11:00 - 11:30 土曜 09:30 - 10:00                                                                                                   | 遅れネット                      |
| 長野県                          | テレビ信州 (TSB)                | 日本テレビ系列                  | 日曜 13:00 - 13:30 | 遅れネット                      |
| 愛媛県                          | 南海放送 (RNB)                  | 日本テレビ系列                  | 木曜 16:20 - 16:50 水曜 16:21 - 16:50                                                                                                   | 遅れネット                      |
| 静岡県                          | 静岡第一テレビ (SDT)            | 日本テレビ系列                  | 土曜 17:30 - 18:00 日曜 10:55 - 11:25                                                                                                   | 遅れネット                      |
| 富山県                          | 北日本放送 (KNB)                | 日本テレビ系列                  | 火曜 16:22 - 16:50 （2006年4月11日 - 2006年10月3日） 金曜（木曜深夜） 1:55 - 2:25 （2007年4月6日 - 2007年9月28日）                      | 遅れネット                      |
| 北海道                          | 札幌テレビ (STV)                | 日本テレビ系列                  | 日曜 16:25 - 16:55 （2006年4月 - 2006年5月） 土曜 17:00 - 17:30 （2006年6月 - 2007年10月） 火曜 24:59 - 25:29 （2007年10月）            | 遅れネット                      |
| 広島県                          | 広島テレビ (HTV)                | 日本テレビ系列                  | 金曜 09:55 - 10:25 （2006年4月 - 2007年3月） 日曜 17:00 - 17:30 （2007年4月 - 2007年11月）                                              | 遅れネット                      |
| 鳥取県・島根県                  | 日本海テレビ (NKT)              | 日本テレビ系列                  | 水曜 09:55 - 10:25 水曜 15:55 - 16:25 水曜 16:24 - 16:53                                                                                | 遅れネット                      |
| 千葉県                          | チバテレ (CTC)                  | 独立UHF局                       | 水曜 19:00 - 19:30 （2008年1月 - 2008年3月） 土曜 18:30 - 19:00 （2008年4月 - 2008年9月） 日曜 12:00 - 12:30 （2008年10月 - 2009年8月） | 遅れネット                      |
| 兵庫県                          | サンテレビ (SUN)                | 独立UHF局                       | 木曜 20:54 - 21:24 （2008年1月 - 2008年9月）                                                                                            | 遅れネット                      |
| 神奈川県                        | テレビ神奈川 (tvk)              | 独立UHF局                       | 土曜 11:30 - 12:00 （2008年4月 - 2009年3月）                                                                                            | 遅れネット                      |
| 埼玉県                          | テレビ埼玉 (TVS)                | 独立UHF局                       | 月曜 18:30 - 19:00 （2008年4月 - 2009年3月） 土曜 18:30 - 19:00 （2009年4月 - 2009年9月）                                               | 遅れネット                      |
| 大分県                          | テレビ大分 (TOS)                | 日本テレビ系列 フジテレビ系列   | 不定期放送 | 不定期放送                      |
| 鹿児島県                        | 鹿児島読売テレビ (KYT)          | 日本テレビ系列                  | 不定期放送 | 不定期放送                      |